# Ctenochasma elegans
Ctenochasma elegans ist eine Art der ausgestorbenen Kurzschwanzflugsaurier (Pterodactyloidea) und zählt zur Gattung Ctenochasma. Die Art trat im Oberjura (150,8 bis 145,5 mya) auf.

## Merkmale
Der Schädel weist einen verlängerten Schnabel mit dünnem Gebiss und einer hohen Anzahl seitlicher, sehr schmaler Zähne auf. Jungtiere besitzen gegenüber adulten Tieren ein reduziertes Gebiss. Während der Embryogenese treten die Zähne von vorne nach hinten hervor. Die Anzahl der Zähne steigt progressiv während des Aufwachsens von 60 auf über 400. Das Gebiss bildet einen Korb, der dem Fangen von Beutetieren galt. Die hinteren Zähne (Maxilla) reichen bis zur Höhe des Fenestra antorbitalis, die Unterkieferzahnreihe reicht bis zur Ebene der Symphyse. Der endokraniale Hohlraum des Schädels deutet auf ein im Verhältnis zur Schädelgröße bemerkenswert großes Gehirn hin. Der Hals ist mäßig lang. Die Flügelphalanx 1 ist lang, das Femur kurz.
Die Angaben zur Körpergröße variieren. Ctenochasma elegans galt mit einer Flügelspannweite von 25 cm als kleinste Art der Gattung. Unter Einbeziehung von Ctenochasma gracile als Synonym erreicht die Art jedoch größere Maße. Die Schädellänge der Fossilien variiert somit zwischen 3,3 und 30 cm, die Flügelspannweite kann 1,2 m erreichen.

## Lebensweise
Die Struktur der Skleralringe deutet auf eine nachtaktive Lebensweise hin. Das Gebiss legt nahe, dass Ctenochasma elegans den Uferbereich von Gewässern nach Wasserorganismen wie Krebstieren, welche nachts dem Phytoplankton aufwärts folgend aus tieferen Wasserschichten hervorkamen, absuchte und sich von diesen ernährte. Dieses Ernährungsverhalten von Ctenochasma-Arten wird oftmals mit dem der Flamingos verglichen, welche ebenfalls Planktonfiltrierer sind.

## Fundorte
Der Terra typica des Typusexemplars (Holotyp: BSPG 1875.XIV.501, Bayerische Staatssammlung für Paläontologie und historische Geologie, München; juveniles Exemplar) ist das Solnhofener Plattenkalk (Eichstätt, Bayern). Weitere Exemplare wurden in der Region gefunden (z. B. Painten-Formation: Zandt-Subformation; Altmühltal-Formation: Eichstätt-Subformation), wobei anhand verschieden großer Tiere Einblicke in das Wachstum und die Entwicklung dieser Pterosaurier gewonnen wurden.

## Systematik
Das Taxon wurde 1861 von Johann Andreas Wagner unter der Bezeichnung Pterodactylus elegans aufgestellt.
- Erstbeschreibung: Wagner, A. 1861. Charakteristik einer neuen Flugeidechse, Pterodactylus elegans. Sitzungsberichte der Bayerischen Akademie  der Wissenschaften, Mathematisch-naturwissenschaftliche Abteilung 1:363–365.

Weitere Synonyme sind Ctenochasma gracile Oppel 1862 und Pterodactylus pulchellus Meyer 1859.

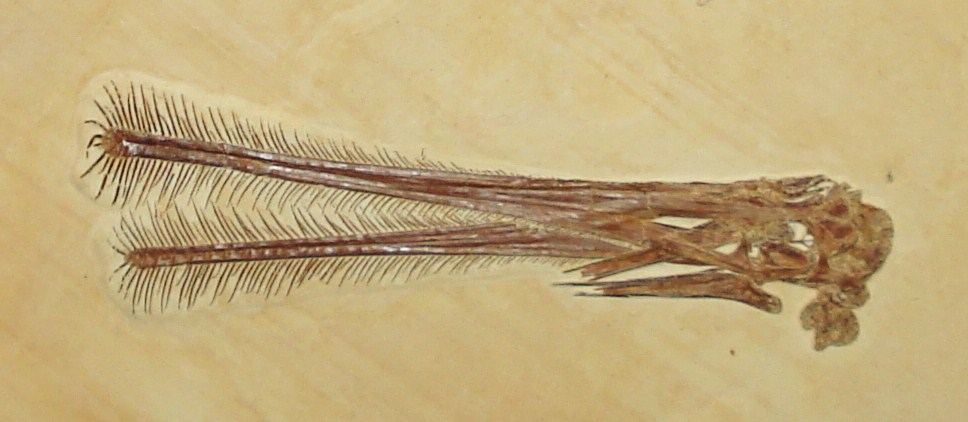
C. elegans – Schädel, subadultes Exemplar

Bei den unter den Bezeichnungen Pterodactylus elegans, Ctenochasma gracile und  Ctenochasma porocristata beschriebenen Exemplaren handelt es sich vermutlich um verschiedene Individuen von Ctenochasma elegans in unterschiedlichen Wachstumsstadien. Bestärkt wird diese Annahme dadurch, dass voneinander unabhängige Untersuchungen mit verschiedenen Methoden zu diesem Schluss gelangen.